# Dulce Ana
Dulce Ana è una telenovela argentina prodotta da Telearte tra 1995 e il 1996. 
Ha come protagonisti Patricia Palmer, Susana Campos e Orlando Carrió e vede il debutto televisivo dell'attrice Natalia Oreiro. 

## Trama
Ana crede da sempre che i suoi veri genitori sono Juan Carlos e Mariana, però scoprirà presto che in realtà sono Juan Carlos e la sorella di Mariana, Victoria, ormai defunta. Ana vive molto male dopo che aver saputo questa notizia e la situazione familiare non aiuta: i fratelli e la madre la trattano in mal modo. Per avvicinarsi alla sua famiglia, diventa una cameriera nella loro abitazione, dove le uniche sue amiche sono la zia Julia e sua nipote Veronica.

## Produzione
La serie si basa sulla telenovela Povera Clara del 1984.
La sigla è cantata da Julia Zenko e si intitola No quiero arrepentirme.

## Personaggi ed interpreti
- Ana Iturbe-Montalbán, interpretata da Patricia Palmer
- Mariana Iturbe-Montalbán, interpretata da Susana Campos
- Fabián Harding, interpretato da Orlando Carrió
- Olga, interpretata da Alejandra Darín
- Sebastián Marín, interpretata da Gustavo Ferrari
- Claudia Iturbe-Montalbán, interpretata da Silvia Kutika
- Javier Iturbe-Montalbán, interpretato da Boy Olmi
- Zia Julia Iturbe-Montalbán, interpretata da Nelly Panizza
- Carlos Iturbe-Montalbán, interpretato da Aldo Pastur
- Marilú Iturbe-Montalbán, interpretata da Verónica Ruano
- Víctor Matienzo, interpretato da Boris Rubaja
- Mucama, interpretata da Ana María Castell
- Florencia Saldarriga, interpretata da Nancy Louzan
- Verónica Iturbe-Montalbán, interpretata da Natalia Oreiro
- Marta, interpretata da Isabel Spagnuolo
- Aldo, interpretato da Ricardo Dupont
- Alejandro, interpretato da Gustavo Guillén
- Fernando, interpretato da Rodolfo Machado
- Figlia di Fabián, interpretata da Florencia Bertotti
- Rosales, interpretata da Raúl Filippi
- Sofia, interpretata da Regina Lamm
- Stella Maris Maldonado, interpretata da Sabrina Rojas
- Mario Iturbe-Montalbán, interpretato da Guillermo Santa Cruz

Altri interpreti Gustavo Fabi e Jorge Morales.

## Premi e candidature
- 1995 - Premio Martín Fierro[4]
  - Vinto - Miglior telenovela.
  - Vinto - Miglior attrice a Susana Campos.

## Distribuzioni internazionali
| Paese     | Canale/i |
| --------- | -------- |
| Argentina | Canal 9  |
| Israele   | Canale 5 |
| Polonia   |          |
| Russia    |          |